# Efke

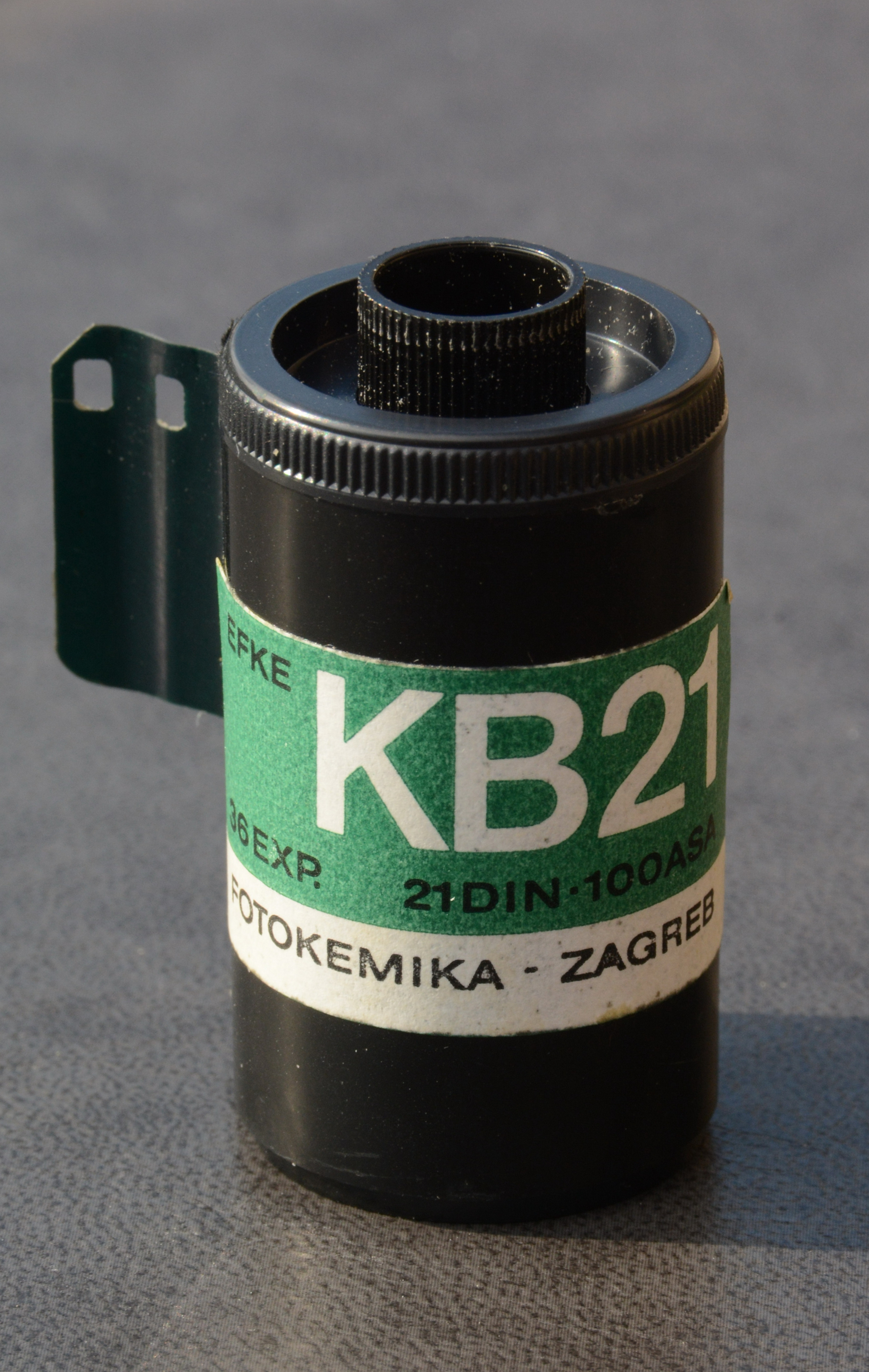
EFKE KB21 film noir et blanc.

Efke est une marque de produits photographiques argentiques (films, papiers et chimie) fabriqués par Fotokemika d.d., une entreprise située à Samobor, en Croatie.

## Description des produits

### Films
Les films Efke sont des films noir et blanc contenant beaucoup d'argent et qui offrent une haute latitude d'exposition. Leur structure est assez simple, car elle ne contient qu'une couche d'émulsion, là où les films modernes en ont plusieurs. Cela a pour effet de produire des tons de gris différents de ce que l'on voit habituellement, d'autant plus que les films Efke 25 et 50 en particulier sont peu sensibles au rouge (émulsions dites « orthopanchromatique »). Certains photographes préfèrent ce rendu, d'autres non : c'est une affaire de préférences personnelles.
Les formules de ces émulsions proviennent de « recettes » anciennes, basées sur une licence datant des années 1950 de l'entreprise Adox. Leur définition ainsi que leur grain ne sont pas à la hauteur des films produits aujourd'hui.
La structure mono-couche de l'émulsion (couplée à une base assez fine) rend ces films plus fragiles que d'habitude, particulièrement lorsqu'ils sont humides après le développement. Certains photographes recommandent d'utiliser un fixateur tannant. De plus, ils peuvent se courber plus facilement au séchage.
Plusieurs références existent, chacune en plusieurs formats :
- Efke KB-25 (en petit format) et Efke R-25 (en moyen format) : ISO 20/14°, 115 l/mm (à 1000:1)
- Efke KB-50 (en petit format) et Efke R-50 (en moyen format) : ISO 40/17°, 105 l/mm (à 1000:1)
- Efke KB-100 (en petit format) et Efke R-100 (en moyen format) et Efke PL-100M (en plan film) : ISO 100/21°, 90 l/mm (à 1000:1)
- Efke KB-400 (en petit format) : ISO 400